# باکوپی
باکوپی (به فرانسوی: Bacquepuis) یک کمون (فرانسه) در فرانسه است که در canton of Évreux-Nord واقع شده‌است. باکوپی ۵٫۰۹ کیلومتر مربع مساحت دارد ۱۶۸ متر بالاتر از سطح دریا واقع شده‌است.